# لقاح الحصبة والنكاف والحصبة الألمانية
لقاح الحصبة والنكاف والحصبة الألمانية أو لُقاح MMR هو لقاح مناعي ضدّ الحصبة، والنّكاف، والحصبة الألمانية (الحُمَيراء). فهو مزيج من فيروسات حيّة موهنه للأمراض الثلاث ويُعطى عبر الحقن. طوّره لأوّل مرّة موريس هيلمان عندما كان في شركة ميرك اند كوب.
فاللقاح المرخّص للوقاية من الحصبة تم توفيره لأوّل مرّة عام 1963، بينما اللقاح المطوّر منه للحصبة كان عام 1968. بينما اللقاحات للنكاف والحميراء (الحصبة الألمانيّة) تم توفيرهما عام 1967 وعام 1969 بالترتيب. وأصبحت اللقاحات الثلاث للحصبة، النكاف والحميراء (الحصبة الألمانيّة) لقاحا واحدا متعدّدا عام 1971 هو لقاح (الحصبة والنكاف والحميراء (الحصبة الألمانيّة)).
ويُعطى لقاح الحصبة والنكاف والحميراء (الحصبة الألمانية) بشكل عام للأطفال حول عمر الّسنة الواحدة، والجرعة الثانية قبل بدء المدرسة (على عمر 4/5 سنوات).وتهدف الجرعة الثانية لتكوين المناعة في عدد قليل من الاشخاص (2-5%) والذين فشلوا في تكوينها ضدّ الحصبة بعد الجرعة الأولى. ففي الولايات المتّحدة تم ترخيص اللقاح عام 1971 والجرعة الثانية تمّ تقديمها عام 1989. يستخدم اللقاح بشكل واسع حول العالم; فمنذ تقديم أوائل إصداراته في السبعينيات من القرن الماضي، تمّ استخدام أكثر من 500 مليون جُرعة في أكثر من 60دولة. وتنتجه شركة ميرك تحت اسم M-M-R II وكما تنتجه غلاسكو سميث كلاين بمسمى بريو ركس (Priorix) ومعهد الهند للأمصال تحت اسم تري سيفاك (Tresivac)، وسنوفي باستور بمسمى تريم وفاكس (Trimovax).
ويعتبر اللقاح عادةً لقاح للأطفال، ولكنّه أيضا يوصى باستخدامه في بعض الحالات للبالغين المصابين بمتلازمة نقص المناعة المكتسبة.

## فعاليّة اللقاح

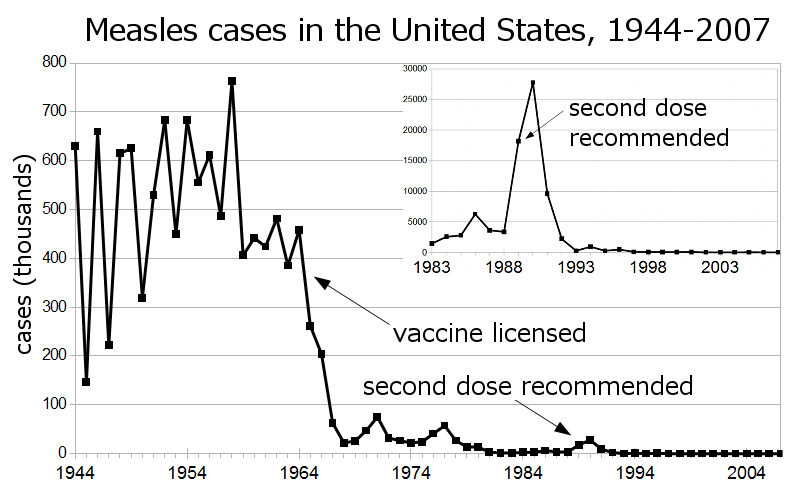
حالات الحصبة المُسجّلة في الولايات المتّحدة وهبوطِها بشكل واضِح بعد استخدام لُقاح الحصبة.

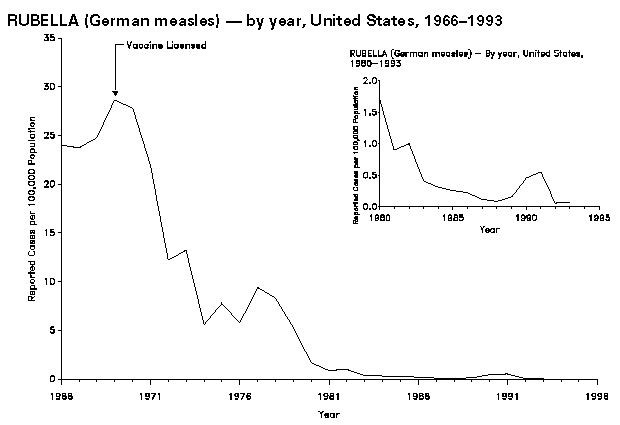
الهبوط الكبير للحميراء(الحصبة الالمانية) بعد استخدام اللقاح.

قبل انتشار استخدام اللقاح ضدّ الحصبة، كانت نِسبة الإصابة مرتفعة جدا بحيث أصبحت الإصابة بالحصبة أمرا مُحتما لا يُمكن تفاديه. ولكن الحالات المسجّلة للحصبة في الولايات المتّحدة انخفضت من مئات الآلاف إلى عشرات الآلاف سنويًّا بعد توفير اللقاح عام 1963. وزيادة استخدام اللُّقاح بعد تفشّي المرض عام 1971 وعام 1977عمل على خفض الحالات المسجّلة إلى الآلاف سنويًا في الثمانينيات.
ولكن في عام 1990 حدث تفشّي للمرض بالحصبة تقريباً 30,000 حالة، ممّا أدّى إلى إعطاء دفعة جديدة من التلقيح وإضافة لقاح ثاني إلى جدول اللقاحات الموصي به. وقد أصبح عدد الحالات المرضيّة بالحصبة أقل من 200 حالة لكل عام ما بين عام 1997 وعام 2013 وبالّتالي فإنّ هذا المرض لم يعد يعتبر مرضا منتشرا. .
وتمّ أيضا توثيق الفائدة من لقاح الحصبة في الوقاية من العلل والعجز والموت. ففي الّسنوات ال20 الأولى من تسجيل اللقاح في الولايات المتّحدة تمّ وقاية ما يقارب 52 مليون حالة من المرض،17,400 حالة من العجز العقلي، 5,200 حالة وفاة.
و خلال 1999-2004، أدّت استراتيجيّة بقيادة مُنظّمة الّصحة العالميّة واليونيسيف إلى تطوير شموليّة لقاح الحصبة ممّا أدّى لتجنُّب قرابة 1,4 مليون وفاة بالحصبة حول العالم. وبين عام 2000 وعام 2013 أدّى لقاح الحصبة إلى خفض عدد الوفيات بسبب المرض بنسبة 75%.
ولكن تعد الحصبة منتشرة حول العالم، ورغم إعلان انتهاء وجودها في الولايات المتّحدة عام 2000، إلا أنّ معدّلات مرتفعة من التلقيح والاتصال الجيِّد مع الأشخاص الّرافضين للقاح مطلوبة لمنع تفشّي المرض والحفاظ على عدم وجود الحصبة في الولايات المتّحدة. فمن أصل 66 حالة من الحصبة تم تسجيلها في الولايات المتّحدة عام 2005، أكثر من نصفهم كانوا بسبب شخص واحد غير مُحصّن ضدّ الحصبة اكتسب الإصابة خلال زيارته إلى رومانيا. وقد عاد إلى مجتمع فيه الكثير من الأطفال غير المحصّنين فنتج تفشّي للمرض لمُجاورة شخص أغلبُهم أطفال وعمليّا جميعهم غير محصّنين; 9% منهم ادخلوا المستشفيات، فكانت التكلفة لاحتواء تفشّي المرض قرابة 167, 685$. ولكن تمّ تجنّب الوباء الكبير بسبب المعدلات العالية من التلقيح في المجتمعات المجاورة.
النّكاف هو مرض فيروسي آخر يُصيب الأطفال وكان شائعاً جداً. إذا ما تمّ إصابة الذكور بالنكاف ممّن تجاوزوا سنّ البلوغ تكون هنالك احتماليّة حدوث مضاعفات التهاب الخصية الثنائي والمؤدّي في بعض الحالات إلى العقم.
الحميراء وتُعرف أيضاً باسم (الحصبة الالمانيّة)، والتي كانت أيضا شائعة قبل انتشار اللقاح، ويكمن الخطر الأكبر من الحميراء في أثناء الحمل، حيثُ أنّ إصابة المرأة الحامل بالحميراء تؤدّي لولادة طفل مصاب بمتلازمة الحصبة الألمانيّة والتي تؤدي إلى تشوّهات خلقيّة كبيرة.
اللقاح الخليط (الحصبة والنكاف والحميراء (الحصبة الألمانية)) تمّ تقديمه لتوفير المناعة بشكل أقل ألما مقارنة مع ثلاث حقنات منفصلة بذات الوقت، إضافة لأنّه أكثر فعاليّة مقارنة بثلاث حُقن في أيام مختلفة.
في عام 2012، نشرت مكتبة الكون كرين مراجعة لدراسات علمية، أدّت إلى الاستنتاج بان: "الأدلّة القائمة على سلامة وفعالية اللقاح، تدعم السياسات الحالية للتطعيم والتي تهدف إلى القضاء على الحصبة عالمياً ومن أجل خفض معدّلات الاعتلال والوفيات المرتبطة بالنكاف والحصبة.
ولأنّ الحصبة والحميراء (الحصبة الالمانيّة) تؤديان إلى أمراض الجهاز التنفسي العلوي المؤدّي إلى مضاعفات الالتهاب الرئوي والتهاب الّشعب الهوائية والتي أيضا تنتج بسبب الحماق (جدري الماء)، يعتبر اللقاح الخليط (الحصبة والنكاف والحميراء (الحصبة الألمانية)) مفيدا في السيطرة على تفاقم (الداء الرئوي المُسِد المزمن) والربو.

## النشأة والتركيب وإعطاء اللقاح
الّسلالات الفيروسية المكوّنة للقاح الخليط (الحصبة والنكاف والحميراء (الحصبة الألمانية)) تمّ تطويرها عبر التوالد في الخلايا الحيوانية والبشرية. فالفيروس الحي يتطلّب خلايا حيوانيّة أو بشرية كمضيف لإنتاج المزيد من الفيروسات فعلى سبيل المثال في حالة فيروسات الحصبة والنكاف فقد تم إنماء سلالات الفيروس عن طريق زراعتها في أجّنّة بيض الدجاج وخلايا مضغة الدجاج. وهذا أنتج سلالات من الفيروسات المتكيفة مع بيض الدجاج وأقل ملائمة للخلايا البشرية. لذلك تم تسميتها بالسلالات الموهنة. وفي بعض الأوقات يتم الإشارة الأصليّة. أنّها «عصبية موهنة» ذلك لأنّ هذه السلالات أقل ضراوة على الخلايا الأصليّة. البشريّة مقارنة مع الّسلالات الأصليّة.
جزء الحميراء (الحصبة الألمانيّة)، مير وفاكس Meruvaxتمّ تطويره عام 1967 عبر التوالد باستخدام خلايا بشرية جنينيّة للرئة تُسمى WI-38نسبة إلى معهد ويستار للبحوث الطبيّة الحيوية، والتي تمّ الحصول عليها قبل 6 سنوات من تطويره أي في عام 1961.
| المرض / الّتحصين             | المكوّن للقاح | سلالة الفيروس                                          | وسط التوالد                       | وسط النمو                                                                           |
| --------------------------- | ------------ | ------------------------------------------------------ | --------------------------------- | ----------------------------------------------------------------------------------- |
| الحصبة                      | Attenuvax    | Enders' attenuated Edmonston strain                    | الزراعة في خلايا مضغة الّدجاج      | Medium 199                                                                          |
| النكاف                      | Mumpsvax     | Jeryl Lynn (B level) strain                            | الزراعة في خلايا مضغة الّدجاج      | Medium 199                                                                          |
| الحميراء (الحصبة الألمانية) | Meruvax II   | Wistar RA 27/3 سلالة من فيروسات الحميراء الحية الموهنة | WI-38 خلايا الرئة البشرية الليفية | MEM محلول يحتوي على ملح دارِئ، مصل جنيني بقري، الالبومين والنيوميسين من مصل بشري الخ |

### (لُقاح الحصبة والنكاف والحميراء (الحصبة الألمانيّة)) الّّثاني
وهو ما تمّ تحضيره بالّتسامي أيّ بالتحوُّل من الجماد إلى الغاز دون المرور بالحالة الّسائلة، ويحتوي على فيروسات حيّة.وبذلك قبل حقنه يتم إعادة تكوينه بإضافة مُذيب.
يُعطى (لقاح الحصبة والنكاف والحميراء (الحصبة الألمانية)) عبر الحقن تحت الجلد. والجرعة الثانية يُمكن أن تُعطى بِشكل مُبكِّر كشهر بعد الجرعة الأولى. الجرعة الثانية من اللقاح تُعطى لتحصين عدد صغير من الأفراد (2-5%) ممّن لم ينجحوا بالتحصين ضدّ الحصبة بعد الجرعة الأولى. وفي الولايات المتّحدة تُعطى الجرعة الثانية للأطفال ما قبل دخول الحضانة حيث أنّ الوقت يكون مناسب.

## سلامة اللقاح
الآثار الّضّارة، ونادرا الخطيرة، قد تحدث بسبب أيّ من مكونات اللقاح، فتُصاب نسبة 10% من الأطفال بارتفاع درجة الحرارة، التوعُّك والفتور، والّطفح الجلدي، بعد فترة 5-12 يوم من اللقاح. ونسبة 3% تصاب بآلام المفاصل التي تستمر بمعدّل 18 يوم. وتكون النساء الكبار بالّسن أكثر عرضةً للإصابة بآلام المفاصل، والتهاب المفاصل الحاد ويحدث نادرا ً الالتهاب المُزمن للمفاصل. وتُعتبر فرط الحساسية استجابة نادرة جدا في حدوثها ولكنّها استجابة خطيرة للقاح. وتُعتبر حساسية البيض من أسباب فرط الحساسية للقاح.
ففي عام 2014، أقرَّت منظّمة الغذاء والدواء الأمريكية بإضافة احتمالين آخرين لمشاكل اللقاح تحت مسمّى (الْتِهابُ الدِّماغِ والنُّخاعِ المُنْتَثِرُ الحادّ) و (الْتِهابُ النُّخاعِ المُسْتَعْرِض)، والسماح أيضاً بإضافة عبارة «صعوبة المشي» لمشاكل اللقاح.
وتُعتبر الّتقارير في اعتلال الأعصاب قليلة جداً، ولكن هناك دلالات بارتباط أحد أنواع لقاح (الحصبة والنكاف والحميراء) المحتوي على سلالة الحصبة Urabe والحدوث النادر لالْتِهابُ السَّحايا العَقيم (الشكل المؤقّت الخفيف من التهاب الّسحايا الفيروسي). ولكن خدمات الّصحة الوطنيّة في المملكة المتّحدة قد أوقفت استخدام هذه السلالة في أوائل التسعينيات بسبب حالات من التهاب الّسحايا الفيروسي المؤقت الخفيف، وتحوّلت لاستخدام سلالة الحصبة Jeryl Lynn. وبقيت السلالة القديمة Urabe مستخدمة في عدد من الدول ذلك لأنّ تصنيع اللقاح المحتوي على سلالة Urabe يُعتبر أرخص ثمنا ً مُقارنة بذلك المحتوي على سلالة Jeryl Lynn.
وقد وُجِدت مراجعات مكتبة كوكرين عند مقارنة لقاح (الحصبة والنكاف والحميراء) بلقاح وهمي، بأنّ مستخدمي لقاح (الحصبة والنكاف والحميراء) كانوا أقل إصابة بالتهابات المسالك التنفُّسيّة العلوية، ولكن أكثر تهيُّجا ً، وعُرضة لعدد مشابه (مقارنة بمستخدمي اللقاح الوهمي) من الأضرار الجانبيّة الأخرى.
وتحدث الإصابة الطبيعية بالحصبة عادةً بمصاحبة (الفرفرية القَليلَةُ الصُّفَيحاتِ المَجْهولَةُ السَّبَب)وهي طفح فرفري وزيادة في قابلية النزف والتي تزول خلال شهرين عند الأطفال، حيث يعتقد أنّ ما بين 1/25000 إلى 1/40000 طفل يكتسب مرض (الفرفرية القَليلَةُ الصُّفَيحاتِ المَجْهولَةُ السَّبَب) خلال 6 أسابيع من تلّقي لقاح الحصبة والنكاف والحميراء وهو معدل عالٍ مقارنة بالمجتمعات غير المستخدمة للقاح. ويُعتبر مرض (الفُرْفُرِيَّةُ القَليلَةُ الصُّفَيحاتِ المَجْهولَةُ السَّبَب) فيمن هم تحت سن ال 6 سنوات من الأمراض البسيطة ونادرا ما يتبعه عواقب على المدى البعيد.

### ادّعاء ارتباط اللقاح بمرض الّتوحد
في المملكة المتّحدة، أصبح لقاح (الحصبة والنكاف والحميراء) موضع خلاف بعد أن قامAndrew Wakefield عام 1998 بنشر تقرير حول دراسة أجرِيَت على 12 طفل كانوا يعانون من أعراض معويّة بالإضافة لمرض الّتوحد أو غيره من الأمراض، وتشمل الحالات التي يعتقد الأهل أنّها بدأت بعد استخدام اللقاح بوقت قريب. وفي عام 2010 وجد المجلس الّطبي العام أنّ بحث Wakefield لم يكن صحيحا  ، وقامت مجلّة لانسيت The Lancet بسحب الّتقرير بشكل كامل. وفي عام 2011 نفت المجلة الطبيّة البريطانيّة صحّة ذلك البحث. ولَحِق هذا العديد من دراسات ومراجعات الزملاء والتي لم تنجح في إظهار أيّ ارتباط بين اللقاح ومرض التوحد. فعلى سبيل المثال نفت دراسة أجريَت عام 2010 ل Mrozek-Budzyn, Kieltyka, and Majewska وجود أيّ ارتباط بين لقاح الحصبة ومرض التوحد.
وأقرّت المنظّمات والهيئات الّتالية عدم وجود أيّ إثبات عن ارتباط لقاح (الحصبة والنكاف والحميراء) مع مرض الّتوحد:
- Centers for Disease Control and Prevention,
- The Institute of Medicine of the National Academy of Sciences,
The UK National Health Service
وإعطاء اللقاح في ثلاث جرعات منفصلة لا يقلّل من فرصة حدوث الأعراض الجانبية، وعلى العكس فإنّه يزيد من فرصة الإصابة بالمرضين الغير مُحَصّن ضدَّهما من خلال الجرعة الأولى. ولاحظ خبراء الّصحة تأثير الّتقارير الإعلاميّة حول الخلاف بوجود ارتباط فيما بين اللقاح ومرض الّتوحد والتي أدّت إلى انخفاض معدّلات التلقيح  ، حيث كانت معدّلات التلقيح في المملكة المتحدة 92% وهبطت إلى أقل من 80% بعد ما نشره Wakefield. وبالّتالي في عام 1998 تمّ تسجيل 56 حالة مَرضِيَّة بالحصبة في المملكة المتّحدة ووصلت عام 2008 إلى 1348 حالة مَرضِيَّة مع وجود حالتين وفاة مثبتتين.
وفي اليابان، تم وقف اللقاح المزيج (الحصبة والنكاف والحميراء) واستخدام لقاح منفصل لكل مرض منهم، ولكن معدلات تشخيص الإصابة بمرض التوحد استمرت في الارتفاع مظهرة عدم الارتباط مع هذه التغييرات.
وفي الولايات المتحدة كانت هنالك شخصيات مشهورة تتحدث ضد التلقيح ومنهم على سبيل المثال: جيني مكارثي،، جيم كاري،، دونالد ترامب. فجميعهم أطلق الادعاءات بان اللقاحات وخاصة لقاح (الحصبة والنكاف والحميراء) يسبب مرض التوحد على الرغم من الإثبات العلمي الذي ينفي هذه الادعاءات. وهذا التأثير الإعلامي أدى إلى الكثير من الجدل بين مواطني الولايات المتحدة حول التلقيح الإجباري للأطفال.

## لقاح (الحصبة والنكاف والحميراء (الحصبة الألمانية) والحماق) MMRV vaccine
يعتبر هذا اللقاح مزيج من لُقاحات الحصبة والنكاف والحميراء والحماق، تمّ إيجاده كبديل للقاح (الحصبة والنكاف والحميراء) وذلك لتسهيل إعطاء هذه اللقاحات.
وقد أظهرت البيانات الأوليّة أنّ معدّل نوبات الحُمّى المُصاحِبة للُّقاح (الحصبة والنكاف والحميراء والحماق) هو 9 لكل 10,000 بينما كان 4 لكل 10,000 إذا ما تمّ أخذ لقاح (الحصبة والنكاف والحميراء) ولقاح الحماق بشكل مُنفصِل ولذلك فإنّ مكاتب الّصحة الّرسمية في الولايات المتّحدة لا تُفضِّل استخدام اللقاح الجديد (الحصبة والّنكاف والحميراء والحماق) مقارنة مع الحقن المنفصِلة (لقاح (الحصبة والنكاف والحُميراء) ولقاح الحماق كلٍّ على حِدا).
في دراسة لعام 2012. ، تمّ إرسال استبيان لأطبّاء الأطفال وأطبّاء الأُسرة للحكم على مدى الوعي لديهم حول زيادة خطر الّنوبة الحمويّة (نوبات الحمى) مع لقاح (الحصبة والنكاف والحميراء والحماق). وأظهرت الّدراسة بأنّ 74% من أطبّاء الأُسرة و 29% من أطبّاء الأطفال كانوا دون الوعي المطلوب حول زيادة خطر النوبة الحمويّة مع اللقاح. وبعد قراءة البيانات الإعلاميّة وجمل المعلومات كان فقط 7% من أطبّاء الأسرة و 20% من أطبّاء الأطفال يوصون بلقاح (الحصبة والنكاف والحميراء والحماق) للأطفال الأصحّاء من عمر 12 إلى 15 شهر. وكان أهم عامل في تفضيل لقاح (الحصبة والنكاف والحميراء والحماق) عن لقاح (الحصبة والنكاف والحميراء) + لقاح الحماق هو توصيات ACIP/AAFP/AAP (77%من أطبّاء الأطفال و 73%من أطبّاء الأسرة).

## وصلات خارجية
- Vaccine Information Statement from the U.S. مراكز مكافحة الأمراض واتقائها